# 楊洪
楊 洪（よう こう）は、中国後漢末期から三国時代の政治家。字は季休。益州犍為郡武陽県の人。

## 経歴
最初は劉璋に仕え、諸郡の官吏を歴任した。劉備の益州平定後、犍為太守となった李厳から功曹に任命される。李厳が郡役所を移転しようとしたところ、楊洪はこれに強く反対している。後に李厳の推薦により、蜀部従事に任命された(州官で蜀郡1郡の監察官・蜀郡部郡従事の略。太守代行に近い。誤記の「蜀郡従事」は蜀郡太守の幹部)。
劉備が漢中を巡って曹操と争っているとき、至急兵を徴発せよと言ってきた。そのことについて諸葛亮に聞かれると、「漢中はすなわち益州の急所で、もし漢中を失えば益州も失うでしょう。何をためらうことがありましょうか」と進言した。また、劉備に随行していた法正に代わって蜀郡太守を代行し、滞りなく職務を全うしたので正式な蜀郡太守となった。後に益州治中従事に転任した。
夷陵の戦いでの敗戦後、劉備は白帝城において危篤となり、諸葛亮も見舞いのため成都を留守にしていた。この報を聞いた漢嘉太守の黄元が反乱を起こすと、留守を守る太子劉禅に適切な助言を行ない、陳曶・鄭綽に黄元を捕らえさせた。
建興元年（223年）、関内侯に封じられ、再び蜀郡太守となり忠節将軍に任じられた。後に蜀郡太守のままで越騎校尉になった。
建興5年（227年）、諸葛亮から留府長史に張裔を任用したいとの相談を受け、張裔の能力を高く評価するもその性格に難があると、これに異を唱え向朗を推薦した。二人はかつて友人であったが、楊洪は張裔の子の張郁が微罪で罰を受けた際、特段の温情をかけて赦すことはなかったため、彼の恨みを買っていた。そのため、ある者は、自分こそが長史になりたいのではないかと疑い、ある者は、張裔が要職に就いて後事を取り仕切るのを願わなかったのだろうと疑った。後に張裔が岑述と諍いを起こし諸葛亮に叱責されると、人々は楊洪が私心を持って張裔の任官に反対したわけではなかったと知った。
建興6年（228年）、在任中に亡くなった。

## 人物
『三国志』蜀書「楊洪伝」によれば、「若いころは学問を好まなかったが、忠義・清廉・誠実・明晰な人物であり、公事を憂えること、正に自分の家を憂えるようであった。」とある。また、「継母に仕えて孝行の限りを尽くした」ともある。
何祗の才能を見抜いて取り立てたところ、あっという間に楊洪と同格の太守にまで出世したため、人々は楊洪と彼を見い出した諸葛亮を賞賛した。  